# Paracalanus quasimodo
Paracalanus quasimodo is een eenoogkreeftjessoort uit de familie van de Paracalanidae. De wetenschappelijke naam van de soort is voor het eerst geldig gepubliceerd in 1971 door Bowman.